# Upernavik Kujalleq
Upernavik Kujalleq ("Det sydligste Upernavik", dansk navn: Søndre Upernavik) er en grønlandsk bygd beliggende ca. 73 km syd for Upernavik i Avannaata Kommune. Bygden har ca. 195 indbyggere (2014). Den blev grundlagt som en handelsstation i 1855.
Før i tiden udgjorde fangst af sæler og andre havpattedyr, samt fiskeri af torsk og havkat det økonomiske grundlag, men i dag er det især hellefisk, der fiskes.
Der er seks ansatte i supermarkedet Pilersuisoq, samt seks ansatte (hvoraf to er uddannede lærere) i skolen Mathiarsip Atuarfia, som har plads til ca. 39 elever fra 1. til 9. klasse.